# Quinton Fortune
Quinton Fortune (Fokváros, 1977. május 21. –), dél-afrikai válogatott labdarúgó.
A Dél-afrikai Köztársaság válogatott tagjaként részt vett az 1998-as és a 2002-es világbajnokságon, a 2000. évi nyári olimpiai játékokon, az 1998-as, a 2000-es és a 2002-es afrikai nemzetek kupáján.

## Sikerei, díjai
Atlético Madrid
- Spanyol bajnok (1): 1995–96
- Spanyol kupagyőztes (1): 1995–96

Manchester United
- Angol bajnok (3): 1999–00, 2000–01, 2002–03
- Angol kupagyőztes (1): 2003–04
- Angol ligakupagyőztes (1): 2005–06
- Angol szuperkupagyőztes (1): 2003
- Interkontinentális kupa győztes (1): 1999

Dél-Afrika
- Afrikai nemzetek kupája ezüstérmes (1): 1998